# Історія грошей в Україні

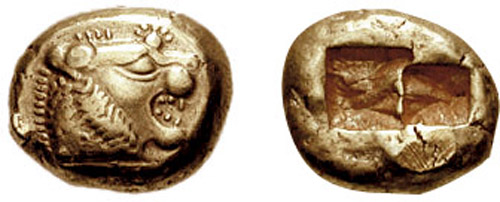
Монета 6 ст. до н. е., Лідія

Гроші — національні знаки вартості, які випускає держава примусовим курсом замість повноцінних (золотих) грошей для покриття своїх витрат.

## Античний період
Найдавнішими монетами, відкарбованими на українських землях, були емісії грецьких колоній заснованих на північному узбережжі Чорного моря (Ольвія, Тіра, Херсонес, Пантікапей та ін.) Випускались вони впродовж 6 ст. до н. е. — 4 ст. н. е. Однак ареал їх розповсюдження є незначним. Одночасно поширювались і монети карбовані на монетних дворах материкової Греції та островів Егейського моря і Малої Азії.
Значно частіше зустрічається на українських землях монетна продукція стародавнього Риму. Насамперед, це срібні денарії імператорської епохи, особливо часів панування імператорів Траяна, Адріана, Луція Вера, Марка Аврелія та Коммода (2 ст. н. е.). Ці монети перебували в обігу до 5 ст. Знахідки пізнішого часу є рідкими. Масштаби використання римських денаріїв були дуже значними. Інколи у скарбах фіксується по декілька тисяч цих монет, а всього монетних знахідок у яких вони присутні зафіксовано близько 1500.
У 6-7 ст. на землях України з'явилася невелика кількість візантійських монет — срібних та бронзових, рідше золотих.

## Період Русі

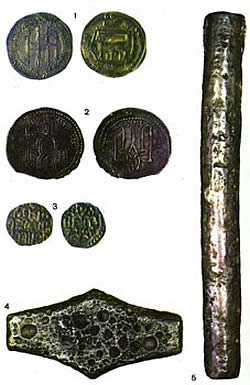
Монети древньої Русі — дірхеми, куни, ногати, гривні

Впродовж 8-11 ст. на грошовому ринку Київської держави домінують арабські дірхеми, відкарбовані на чисельних дворах Арабського халіфату у Середній Азії, Ірані, Північній Африці, на Близькому Сході і навіть на Піренейському півострові. На Русь вони проникали двома основними шляхами — Волзьким та шляхом «з варяг у греки». Причому інтенсивнішим був перший. Одночасно потреби ринку обслуговували візантійські срібні міліарісії та західноєвропейські монети денарієвого типу. Але вплив цих грошових одиниць на економічне життя був мізерним.
В епоху найбільшої могутності Київської держави князі розпочали власне монетне карбування. Так, Володимир Святославич Великий (980–1015) випускав т. зв. «златники» та «срібляники» — золоті та срібні монети, на лицевому боці яких розміщено зображення князя з усіма регаліями, а на зворотному — княжий герб — тризуб. Після Володимира Великого срібну монету карбували князі Святополк Ярополкович (1015–1019), Ярослав Мудрий (1019–1054) та можливо, тмутараканський князь Олег-Михаїл. Деякі з них виконані на високому мистецькому рівні і є цінними пам'ятками нашої історії.

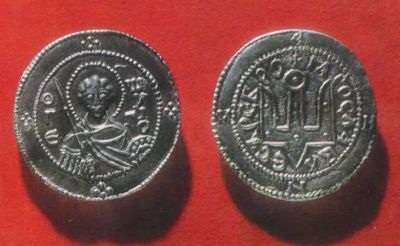
Срібляник Ярослава Мудрого (1019–1054).
Лицьова — св. Юрій Змієборець, зворотна — тризубець.

У другій половині 11 ст. у зв'язку з припиненням масового ввезення іноземних монет і відсутністю власних покладів срібла Русь-Україна вступає у т. зв. «безмонетний період». Є припущення, що тоді роль засобів обігу виконували хутра звірів, насамперед, куниці (Martes) та вивірки (Sciurus). Їх використовували паралельно з арабськими монетами. У письмових джерелах згадуються такі номінали тогочасної грошової системи: куна, ногата, рєзана, векша, гривна.
Співвідношення між ними, на основі розрахунків здійснених за Короткою редакцією «Руської Правди» виглядає так: 1 гривна = 20 ногатам = 25 кунам = 50 рєзанам = 150 векшам.
У 12-13 ст. при проведенні значних фінансових операцій широко використовували срібні злитки — гривни. Розрізняють декілька їх типів, основними з яких є: київські, чернігівські та новгородські. Різною була і вага гривен. Теоретично вона становила 204,756 г. срібла.

## Середньовіччя
У 14 ст. монетне карбування на українських землях відновлюється. Після завоювання Галичини поляками, король Казимир III Великий (1333–1370) розпочав тут емісію т. зв. «квартників» (півгрошів) зі срібла та мідних «пулів». Перші з них несуть зображення герба Галичини - крокуючого лева та напис «moneta russiae». Монета цього типу карбувались у Львові і наступниками Казимира III Людовиком Угорським (1370–1382) та його намісником у Галичині — Володиславом Опольським (1372—1378), а також за Володислава Ягайла (1386–1434). Одночасно, останній з них карбував і т. зв. «львівські квартники» — півгроші з написом «moneta lembergensis», які випускались до 1414 р. Після встановлення у середині 14 ст. литовського панування на основній частині українських земель, у Київському удільному князівстві випускав власну монету князь Володимир Ольгердович (1362–1394). Крім нього, відомі карбовані на Чернігівщині монети князя Дмитра Корибута. Припускають, що емісію вели і інші удільні князі.
У другій половині 14-15 ст. панівне становище на грошовому ринку посіли празькі гроші,- монети, що карбувалися у величезній кількості чеськими королями, починаючи з 1300 р. Найпоширенішими на українських землях є гроші Вацлава IV (1378–1419). Останні з монет цього типу датуються першою половиною 16 ст. Крім празьких грошів, у монетних скарбах цього часу бачимо продукцію польських; литовських, золотоординських, московських монетних дворів. При проведенні значних фінансових операцій використовували золоті дукати (3,48 г), переважно угорського карбування. Одиницями грошової лічби були копа, що дорівнювала 60 грошам (1 гріш = 10 денаріїв (пенязів), які використовували у Великому князівстві Литовському, та гривна (48 грошів, 1 гріш = 18 денаріїв), що домінувала в Галичині.
У 16 ст., внаслідок грошової реформи Сигізмунда 1526–1528 рр. грошове господарство українських земель зазнає суттєвих змін. На ринку з'являються нові номінали: шостак — 6 грошів, трояк — 3 гроші, гріш, тернарій (третяк) — 3 денарії, солід (шеляг) — 6 денаріїв тощо. Основною лічильною одиницею стає злотий, що дорівнював 30 грошам. Зростав і кількість та асортимент крупної монети з'являються срібні талери (близько 28 г.) та їх фракції 1/2 та 1/4. Карбувались вони переважно на монетарних Голландії, Південних Нідерландів, різних володінь Німеччини, рідше Польщі. Серед золотих дукатів переважають, голландські та угорські, а також венеційські «цехіни». У 16 ст. співвідношення талера і дуката переважно становило 3:2.
У 17 ст. з'являються нові номінали монет — це орти (1/4 талера) та півтораки (1 1/2 Кредитні гроша) — низькопробні «тинфи», номінальна вартість яких дорівнювала 1 злотому (30 грошів), а реальна не перевищувала 12, та мідні соліди — «боратинки». В цей час було відкрито Львівський монетний двір, який функціонував у 1656–1663 рр. (з перервами). Тут випускались переважно срібні орти та шостаки, а також невелика кількість талерів та золотих монет.
Дискусійним залишається і питання проведення грошового карбування Богданом Хмельницьким. Більшість дослідників не схильні підтримувати цієї думки, але дехто (зокрема акад. І. П. Крип'якевич) її схвалює. Є також дані про карбування півтораків — чехів гетьманом П. Дорошенком у м. Лисянка.

## Новий час
На українських землях, які після укладення Андрусівського перемир'я 1667, залишилися у складі Речі Посполитої, до першого її поділу (1772) грошове господарство залишилося практично без змін.
Іншою була картина, на землях, що відійшли до Російської держави. Тут відразу ж почали поширюватися російська монета, яку населення не завжди хотіло приймати. В документах тих часів згадуються гривні, рублі, алтини, деньги і копійки.
Після Полтавської битви 1709 Петро I заборонив використовувати іноземну монету в Україні, але вона ще зустрічалась на ринку до 30-х рр. 18 ст. Впродовж 18 ст. і до революції 1917 тут домінували російський рубль та копійка (1/100 рубля).
Внаслідок першого поділу Речі Посполитої (1772) Галичина відійшла до складу Австрійської імперії. У 1774 вона захопила і Буковину. На цих землях австрійський уряд запровадив власну грошову систему: 1 гульден (флорин) дорівнював 60 крейцерам. Деякий час велося карбування мідних монет для Галичини номіналом 1 шилінг, та 3 крейцари. З 1857 гульден став дорівнювати 100 крейцерам. Внаслідок грошової реформи 1892 у Австро-Угорщині було запроваджено золотий монометалізм і основною грошовою одиницею стала корона (крона), яка поділялася на 100 геллерів (філлерів).

## Від УНР до розпаду СРСР
Після відновлення української національної державності 1917 р. з'явилась необхідність випустити власні гроші. Ухвалою Української Центральної Ради від 19.12.1917 року було вирішено випустити перші кредитні білети номінальною вартістю 100 карбованців. Вони були віддруковані в одній з українських друкарень Києва і з'явилися в обігу вже 24 грудня того ж року. Це були перші паперові Гроші, на яких було поміщено зображення державного герба України — тризуба і написи українською мовою. Одночасно на банкнотах цієї емісії бачимо написи російською, єврейською та польською мовами.

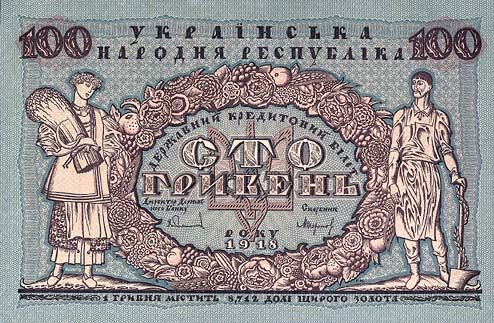
100 гривень Української Народної Республіки, 1918

Законом Української Народної Республіки від 1.03.1918 р. грошовою одиницею стала гривня, яка дорівнювала 1/2 карбованця і поділялася на 100 шагів. В обігу перебували грошові знаки вартістю 10, 25, 50, 100, 250, 1000 карбованців, а також 2, 5, 100, 500, 1000 і 2000 гривень. Гривні всіх номіналів, крім 5 гривень були надруковані у Берліні, 5 гривень випускались у Станіславі (тепер м. Івано-Франківськ). Карбованцеві купюри друкувались у Києві, Кам'янці Подільському та в деяких інших містах. Поліграфічний рівень їх виконання значно гірший і у зв'язку з цим їх часто підробляли. Розмінна монета — шаги, випускались у вигляді поштових марок, номінальною вартістю 10, 20, 30, 40 та 50 шагів.
Грошові знаки часів Української Центральної Ради, Гетьманату та Директорії УНР мають високу мистецьку вартість. У їх проєктуванні брали участь відомі митці: Нарбут, Модзалевський, Красівський, Приходько, Романовський, Середа, Краловський.
Під час першої світової війни та визвольних змагань українського народу у зв'язку з браком розмінної монети з'явилась велика кількість міських та регіональних грошових знаків т. зв. бон, чеків, розмінних знаків тощо. Зокрема на Волині вони випускались у Кременці, Дубно, Луцьку, Острозі, Житомир, Рівному та ін, а в Галичині — у Львові, Дрогобичі, Бродах, Золочеві, Тернополі, Збаражі, Сокалі
Після встановлення на українських землях більшовицького режиму, а згодом і включення їх до складу СРСР тут були поширені знаки радянського зразка. На західноукраїнських землях у міжвоєнний період використовували гроші держав, до складу яких вони входили: у Галичині польська марка, а з 1924 — злотий, що дорівнював 100 грошів, на Закарпатті — чехословацька крона, яка поділялася на 100 геллерів, а на Буковині — румунська лея, що складалася з 100 бані.
Під час 2-ї світової війни більша частина території України знаходилася под німецькою окупацією. На землях Райхскомісаріату Україна в обігу був окупаційний карбованець, а також дрібні радянські банкноти; в магазинах "тільки для німців" в обігу була спеціальна райсхмарка для окупованих територій. У дистрикті Галичина натомість ходив польський злотий (як довоєнні банкноти, так і спеціальний окупаційний випуск). На півдні, у румунській зоні окупації (Трансністрія), ходила не румунська валюта, а німецька марка, а також спеціальні бони, номіновані як в леях, так і в марках. Закарпаття було включено у склад Угорщини, і там ходив угорський пенге.
Після 1945 р. на всіх українських землях в обігу був радянський рубль. У зв'язку з дефіцитом товарної маси з 1990 р. запровадили товарні купони для тих, хто мав постійне працевлаштування в УРСР; їх відрізали в магазинах, які торгували за державними цінами. З 1991 р. в обіг увійшли купони-карбованці, які поступово замінили радянський рубль.

## Новітній час
Після відновлення державної незалежності України 1991 р. взято курс на запровадження в обіг власної грошової одиниці — гривні, яку було введено у вересні 1996: комуністи виступали за збереження спільної з росією та Білоруссю валюти - рубля, та після дебатів як національну українську валюту було вибрано гривню. 1992 року в Канаді були надруковані перші українські гривні. Банкноти більшого номіналу: 50, 100, 200 гривень друкувались у Великій Британії.
Згідно з політикою тодішнього голови НБУ - Віктора Ющенка та віце-прем'єра Віктора Пинзеника було проведено реформу та потужну піар-компанію, що дозволило обмінювати гроші в обігу на гривні аж до 1998 року.
Виготовлення, зберігання, придбання, перевезення, пересилання, ввезення в Україну з метою збуту, а також збут підробленої національної валюти України у виді банкнот чи металевої монети, іноземної валюти є кримінально караним.